# Fe de etarras
Fe de etarras es una película de humor negro dirigida por Borja Cobeaga estrenada en Netflix en 2017. La película, que transcurre en una provincia de España indeterminada, narra la historia de un comando de ETA que espera en un piso franco a recibir una importante llamada.

## Argumento
El comando terrorista está formado por cuatro integrantes. Martín, un veterano que quiere demostrar de lo que es capaz, una pareja que antepone su compromiso con la banda organizada a su relación, y un manchego que quiere unirse a la causa. Los cuatro se encuentran escondidos en un piso franco, esperando que los líderes se pongan en contacto con ellos para pasar a la acción, en el momento en el que se está celebrando el Mundial de Sudáfrica de 2010, justo cuando la selección española logró la victoria.

## Reparto
- Javier Cámara como Martín.
- Julián López como Pernando.
- Gorka Otxoa como Álex.
- Miren Ibarguren como Ainara.
- Luis Bermejo como Armando.
- Ramón Barea como Artexte.
- Tina Sáinz como Lourdes.
- Bárbara Santa-Cruz como Natalia.

## Producción
Es una producción de Mediapro. El guion ha sido elaborado conjuntamente por Borja Cobeaga y Diego San José. Jon D. Domínguez es el encargado de la fotografía de la película.

## Lanzamiento y recepción
La película no es recomendada para menores de doce años. Se estrenó en Netflix el 12 de octubre de 2017 y en cines de España 7 de diciembre de 2017.
Consiguió una recaudación de 14.691,46 euros y alcanzó los 3.305 espectadores.